# لورا نگریزولی
لورا نگریزولی (انگلیسی: Laura Negrisoli؛ زادهٔ ۷ september ۱۹۷۴ (۵۰ سال)) یک بازیکن تنیس روی میز اهل ایتالیا است. 
وی در مسابقات کشوری و بین‌المللی در مجموع برنده ۱ مدال طلا شده‌است.